# Sven Haglund
Den här sidan handlar om militären Sven Haglund. För författaren och journalisten, se Sven Haglund (författare).
Sven Emil Haglund, född 16 juli 1903 i Katarina församling i Stockholm, död 21 maj 1984 i Bromma, var en svensk militär (generalmajor).

## Biografi
Haglund var son till köpmannen Emil Haglund och Maria Haglund, född Landström. Han tog studentexamen 1922 och blev fänrik i kustartilleriet 1924. Haglund befordrades till major 1942, överstelöjtnant 1944, överste 1951 och generalmajor 1963. Han genomgick Kungliga Sjökrigshögskolans artillerikurs 1928-1931, tjänstgjorde i marinförvaltningen 1931, var avdelningschef i Kustartilleriinspektionen 1940 och lärare vid Kungliga Sjökrigshögskolan 1937-1943. Haglund var därefter chef för Kustartilleriets skjutskola 1943-1948, Gotlands kustartilleriförsvar med Gotlands kustartillerikår (KA 3) 1951-1954, Göteborgs kustartilleriförsvar och Göteborgs skärgårds försvarsområde 1954-1957, försvarsområdesbefälhavare för Vaxholms försvarsområde och chef Stockholms kustartilleriförsvar 1957-1963. Haglund blev generalmajor i marinens reserv 1963 och var lärare vid Viggbyholmsskolan 1963-1970.
Han blev ledamot av Kungliga Krigsvetenskapsakademien 1946 och Kungliga Örlogsmannasällskapet 1954. Haglund gifte sig 1928 med Märta Tidstedt (1903-1967), dotter till köpmannen Carl Tidstedt och Olga Söderberg.

## Utmärkelser
Haglunds utmärkelser:
- Kommendör av Svärdsorden (KSO)
- Riddare av Nordstjärneorden (RNO)
- Riddare av Vasaorden (RVO)
- Norska Haakon VII:s Frihetskors (NFrK)